# Алиев, Тимур Ханбаба оглы
Тимур Ханбаба оглы Алиев (род. 9 февраля 1986 года) — российский самбист, бронзовый призёр чемпионата России по боевому самбо 2008 года, мастер спорта России.

## Спортивные результаты
- Чемпионат России по боевому самбо 2008 года — ;